# Aqueduc de Balaruc
L'aqueduc de Balaruc est ce qui subsiste d'un aqueduc gallo-romain du Ier siècle, qui alimentait les thermes antiques de Balaruc-les-Bains, en France.

## Généralités
Les vestiges sont situés entre la source d'Issanka, sur la commune de Poussan et Balaruc-les-Bains, dans le département de l'Hérault, en région Occitanie, en France.

## Historique
Le développement des thermes de Balaruc au Ier siècle avec son centre monumental et ses thermes nécessitaient une alimentation en eau potable. La source d'Issanka, situé sur le cours de la Vène, à 5 km, répondait à toutes les exigences de débit et de topographie pour l'alimentation du site.
L'aqueduc est redécouvert au XIXe siècle, lors des aménagements faits pour relier la source d'Issanka à la ville de Sète dans les années 1860. Des pièces de l'empereur Claude retrouvés à proximité de l'embouchure de l'aqueduc permettent de dater ce dernier au Ier siècle.
Les vestiges de l'aqueduc situés sur les communes de Balaruc-les-Bains et de Balaruc-le-Vieux, sont inscrits au titre des monuments historiques par arrêté du 17 avril 2008,.

## Tracé
L'aqueduc suivait le cours de la Vène jusqu'au moulin de Frescaly, arrivait jusqu'au cimetière de Balaruc-le-Vieux. Il oblique ensuite en direction du relief du Prieux et change de direction ensuite vers Balaruc-les-Bains longeant le puech Méjean jusqu'au premiers bâtis de la localité.

## Description
La prise d'eau de l'aqueduc à Issanka avait des dimensions de 36 cm sur 30 cm, soit une section de 0,108 m².
Le dénivelé général de l'aqueduc est compris entre 8 et 9 mètres, donnant une valeur de pente de 1 à 1,3 m/km et un débit théorique de 5 800 à 7 300 m3 par jour.